# رابا-گرامباخ
رابا-گرامباخ (به آلمانی: Raaba-Grambach) یک شهرستان در اتریش است که در اشتایرمارک واقع شده‌است. رابا-گرامباخ ۳۵۰ متر بالاتر از سطح دریا واقع شده‌است.